# Schistostege treitsschkei
Schistostege treitsschkei là một loài bướm đêm trong họ Geometridae.